# Melecta transcaspica
Melecta transcaspica är en biart som beskrevs av Morawitz 1895. Melecta transcaspica ingår i släktet sorgbin, och familjen långtungebin. Inga underarter finns listade i Catalogue of Life.